# Raron (distrikt)
Bezirk Raron var tidigare ett distrikt i kantonen Valais i Schweiz. Distriktet bestod av två geografiskt åtskilda områden, Westlich Raron och Östlich Raron, med distriktet Brig mellan de båda delarna. Distriktets huvudort var Raron. 
1987 delades distriktet upp i två distrikt, Westlich Raron och Östlich Raron. I statistiska sammanhang betraktas dock de båda distrikten fortfarande som ett distrikt.